# Die Frau im Talar
Die Frau im Talar ist ein deutsch-norwegisches Stummfilmdrama aus dem Jahre 1929 von Adolf Trotz mit Aud Egede Nissen in der Titelrolle. Die männliche Hauptrolle übernahm ihr damaliger Gatte Paul Richter. Als soignierter Schurke ist Fritz Kortner zu sehen. Die Geschichte basiert auf einem Roman des norwegischen Autors Peter Bendow.

## Handlung
Die Frau im Talar, das ist die unverheiratete Norwegerin Jonne Holm, die in ihrer Heimatstadt an einem Fjord als Staatsanwältin arbeitet. Schon seit geraumer Zeit liebt sie den schmucken Weltenbummler Rolf Brönne, einen noblen Zeitgenossen. Der ist der Neffe des weißhaarigen Konsuls Backhaug, ein „Ibsenherr mit unterirdischem Temperament, das gegen Schluß hin sich vulkanisch entlädt“. Der soignierte herrische Alte hat selbst ein Auge auf Jonne geworfen und kann es nicht verwinden, dass diese Rolf ihm vorzieht. Auf subtile Weise versucht er sich daher über Umwege an der Frau im Talar zu rächen. Jonnes Vater, ein Großhändler, benötigt dringend einen Kredit, da er als Geschäftsmann in eine finanzielle Schieflage geraten ist. Backhaug könnte helfen … aber er tut es mit voller Absicht nicht. 
Den Ruin vor Augen, entscheidet sich Jonnes Vater infolgedessen, einen Wechsel mit der Unterschrift Backhaugs zu fälschen. Das kommt natürlich heraus, und man nimmt an, dass Rolf als Liebesdienst für Jonne der Scheckfälscher sein müsse. Ein Fall für die Staatsanwältin Holm. seine Hilfe, als dieser, vor dem Ruin stehend, den Konsul um einen Kredit bittet. In seiner Verzweiflung fälscht Jonnes Vater einen Wechsel mit der Unterschrift des Konsuls. Daraufhin gerät Rolf in Verdacht, der Fälscher zu sein. Er wird verhaftet und wird so zum Fall für seine große Liebe, Staatsanwältin Jonne Holm. Die Situation eskaliert, und der bankrotte Vater Jonnes nimmt sich das Leben. Rolfs Unschuld ist erwiesen.

## Produktionsnotizen
Die Frau im Talar entstand im Efa-Atelier und mit Außenaufnahmen in Norwegen, passierte die Zensur am 19. August 1929 und wurde drei Tage später in Berlins Capitol-Kino uraufgeführt. Der mit Jugendverbot belegte Siebenakter besaß eine Länge von 2400 Metern.
Hans Jacoby gestaltete die Filmbauten.

## Kritiken
Der Film fand nur eine mäßige Aufnahme. Nachfolgend drei Beispiele:

„Ein Glück, daß er dabei ist, sonst wäre es in den kleinen Fjordhäuschen überhaupt nicht zum Aushalten.“

„Man wollte Dreierlei in diesen Film: 1. das Problemstück (Pflicht und Neigung in Kollision bei der Frau im Beruf), 2. den psychologischen Film (die schwierige Liebespsychologe nordischer Menschen), 3. den Kammerspielfilm. Der Film kommt über eine Andeutung der drei Aufgaben nicht hinaus, und diese wirkt schon unendlich mühevoll. Keine der Fragen kommt zur Diskussion. (…) Einzig Kortner zeichnet sicher, sparsam und einfach. Aber ihm wird zuviel Oberflächlichkeit zugemutet.“

„Ein Film geht vorüber, ein Film wird schnell vergessen. Aber wenn einmal wirklich die große Änderung eintritt, dann wird eine ganze Generation von Filmdarstellern verdorben sein. Fritz Kortner weiß jetzt genau, wie man eine Filmsituation mimisch klarstellt, wie man Vorgänge verständlich macht.“